# 聖心堂
聖心堂（ソンシムダン、ハングル: 성심당; ハンチャ: 聖心堂）は、大韓民国の大田広域市にある洋風ベーカリーである。聖心堂はソボロパンとニラパンでよく知られている。小さなチェーン店だが韓国でも最良のベーカリーの1つと言われており、大田を代表するブランドである。2018年の年間売上高は532億ウォンだった。

## 歴史
聖心堂は1956年に創業し、2001年にイム・ギルスンによってロッソ株式会社として法人化された。法人化後、聖心堂は大田市内に新たなベーカリーとレストランを開店した。2012年、聖心堂はソボロパンのレシピで特許10-1104547を取得した。聖心堂は2014年にフランシスコ教皇が朝鮮半島を訪問した際に彼のためのパンを焼いた。翌年、イム・ギルスンは数十年に渡って孤児院や老人ホームにパンを寄付していたことにより大聖グレゴリウス勲章を授与された。

## 近年の状況
聖心堂は成長を続けており、2015年には年間売上高が400億ウォンに達した。2021年には630億ウォンに達し、韓国国内の非ブランドベーカリーで一番になった。2022年には800億ウォンに達し、2023年には1243億ウォンで1000億ウォンを突破した。

## 評価
聖心堂は韓国の非フランチャイズのベーカリーの中で売上1位の有名なベーカリーである。聖心堂は大田で最も有名な場所の1つであり、韓国の主要な3つのベーカリーの中で最も認知度が高いベーカリーである。聖心堂は有名ベーカリーの中で最も認知度が高いことに加えて、ミシュランガイドにも紹介され、地域の自営業者のベストプラクティスであり代表であると評価されている。